# Grand Prix Brazylii 2012
Grand Prix Brazylii 2012 (oficjalnie Formula 1 Grande Prêmio Petrobras do Brasil 2012) – dwudziesta runda Mistrzostw Świata Formuły 1 w sezonie 2012.
Grand Prix Brazylii 2012 było ostatnim wyścigiem Michaela Schumachera w Formule 1.

## Lista startowa
Na niebieskim tle kierowcy biorący udział jedynie w piątkowych treningach
| Nr | Kierowca            | Zespół                        | Samochód          | Silnik               | Opony |
| -- | ------------------- | ----------------------------- | ----------------- | -------------------- | ----- |
| 1  | Sebastian Vettel    | Red Bull Racing               | Red Bull RB8      | Renault RS27-2012    | P     |
| 2  | Mark Webber         | Red Bull Racing               | Red Bull RB8      | Renault RS27-2012    | P     |
| 3  | Jenson Button       | Vodafone McLaren Mercedes     | McLaren MP4-27    | Mercedes-Benz FO108Y | P     |
| 4  | Lewis Hamilton      | Vodafone McLaren Mercedes     | McLaren MP4-27    | Mercedes-Benz FO108Y | P     |
| 5  | Fernando Alonso     | Scuderia Ferrari              | Ferrari F2012     | Ferrari 056          | P     |
| 6  | Felipe Massa        | Scuderia Ferrari              | Ferrari F2012     | Ferrari 056          | P     |
| 7  | Michael Schumacher  | Mercedes AMG Petronas F1 Team | Mercedes F1 W03   | Mercedes-Benz FO108Y | P     |
| 8  | Nico Rosberg        | Mercedes AMG Petronas F1 Team | Mercedes F1 W03   | Mercedes-Benz FO108Y | P     |
| 9  | Kimi Räikkönen      | Lotus F1 Team                 | Lotus E20         | Renault RS27-2012    | P     |
| 10 | Romain Grosjean     | Lotus F1 Team                 | Lotus E20         | Renault RS27-2012    | P     |
| 11 | Paul di Resta       | Sahara Force India F1 Team    | Force India VJM05 | Mercedes-Benz FO108Y | P     |
| 12 | Nico Hülkenberg     | Sahara Force India F1 Team    | Force India VJM05 | Mercedes-Benz FO108Y | P     |
| 14 | Kamui Kobayashi     | Sauber F1 Team                | Sauber C31        | Ferrari 056          | P     |
| 15 | Sergio Pérez        | Sauber F1 Team                | Sauber C31        | Ferrari 056          | P     |
| 16 | Daniel Ricciardo    | Scuderia Toro Rosso           | Toro Rosso STR7   | Ferrari 056          | P     |
| 17 | Jean-Éric Vergne    | Scuderia Toro Rosso           | Toro Rosso STR7   | Ferrari 056          | P     |
| 18 | Pastor Maldonado    | Williams F1                   | Williams FW34     | Renault RS27-2012    | P     |
| 19 | Bruno Senna         | Williams F1                   | Williams FW34     | Renault RS27-2012    | P     |
| 19 | Valtteri Bottas     | Williams F1                   | Williams FW34     | Renault RS27-2012    | P     |
| 20 | Heikki Kovalainen   | Caterham F1 Team              | Caterham CT01     | Renault RS27-2012    | P     |
| 20 | Giedo van der Garde | Caterham F1 Team              | Caterham CT01     | Renault RS27-2012    | P     |
| 21 | Witalij Pietrow     | Caterham F1 Team              | Caterham CT01     | Renault RS27-2012    | P     |
| 22 | Pedro de la Rosa    | HRT F1 Team                   | HRT F112          | Cosworth CA2012      | P     |
| 23 | Narain Karthikeyan  | HRT F1 Team                   | HRT F112          | Cosworth CA2012      | P     |
| 24 | Timo Glock          | Marussia F1 Team              | Marussia MR-01    | Cosworth CA2012      | P     |
| 25 | Charles Pic         | Marussia F1 Team              | Marussia MR-01    | Cosworth CA2012      | P     |
| Nr | Kierowca            | Zespół                        | Samochód          | Silnik               | Opony |

## Wyniki

### Sesje treningowe
| Sesja | Nr | Kierowca       | Konstruktor      | Czas     | Okr. |
| ----- | -- | -------------- | ---------------- | -------- | ---- |
| 1     | 4  | Lewis Hamilton | McLaren-Mercedes | 1:14,131 | 33   |
| 2     | 4  | Lewis Hamilton | McLaren-Mercedes | 1:14,026 | 35   |
| 3     | 3  | Jenson Button  | McLaren-Mercedes | 1:13,188 | 22   |

### Kwalifikacje
Źródło: Wyprzedź Mnie!
| Poz. | Nr | Kierowca           | Konstruktor          | Q1       | Q2       | Q3       | Poz. s. |
| --- | --- | ------------------ | -------------------- | -------- | -------- | -------- | ------- |
| 1 | 4 | Lewis Hamilton     | McLaren-Mercedes     | 1:15,075 | 1:13,398 | 1:12,458 | 1       |
| 2 | 3 | Jenson Button      | McLaren-Mercedes     | 1:15,456 | 1:13,515 | 1:12,513 | 2       |
| 3 | 2 | Mark Webber        | Red Bull-Renault     | 1:16,180 | 1:13,667 | 1:12,581 | 3       |
| 4 | 1 | Sebastian Vettel   | Red Bull-Renault     | 1:15,644 | 1:13,209 | 1:12,760 | 4       |
| 5 | 6 | Felipe Massa       | Ferrari              | 1:16,263 | 1:14,048 | 1:12,987 | 5       |
| 6 | 18 | Pastor Maldonado   | Williams-Renault     | 1:16,266 | 1:13,698 | 1:13,174 | 16      |
| 7 | 12 | Nico Hülkenberg    | Force India-Mercedes | 1:15,536 | 1:13,704 | 1:13,206 | 6       |
| 8 | 5 | Fernando Alonso    | Ferrari              | 1:16,097 | 1:13,856 | 1:13,253 | 7       |
| 9 | 9 | Kimi Räikkönen     | Lotus-Renault        | 1:16,432 | 1:13,698 | 1:13,298 | 8       |
| 10 | 8 | Nico Rosberg       | Mercedes             | 1:15,929 | 1:13,848 | 1:13,489 | 9       |
| 11 | 11 | Paul di Resta      | Force India-Mercedes | 1:15,901 | 1:14,121 | -        | 10      |
| 12 | 19 | Bruno Senna        | Williams-Renault     | 1:15,333 | 1:14,219 | -        | 11      |
| 13 | 15 | Sergio Pérez       | Sauber-Ferrari       | 1:15,974 | 1:14,234 | -        | 12      |
| 14 | 7 | Michael Schumacher | Mercedes             | 1:16,005 | 1:14,334 | -        | 13      |
| 15 | 14 | Kamui Kobayashi    | Sauber-Ferrari       | 1:16,400 | 1:14,380 | -        | 14      |
| 16 | 16 | Daniel Ricciardo   | Toro Rosso-Ferrari   | 1:16,744 | 1:14,574 | -        | 15      |
| 17 | 17 | Jean-Éric Vergne   | Toro Rosso-Ferrari   | 1:16,722 | 1:14,619 | -        | 17      |
| 18 | 10 | Romain Grosjean    | Lotus-Renault        | 1:16,967 | -        | -        | 18      |
| 19 | 21 | Witalij Pietrow    | Caterham-Renault     | 1:17,073 | -        | -        | 19      |
| 20 | 20 | Heikki Kovalainen  | Caterham-Renault     | 1:17,086 | -        | -        | 20      |
| 21 | 24 | Timo Glock         | Marussia-Cosworth    | 1:17,508 | -        | -        | 21      |
| 22 | 25 | Charles Pic        | Marussia-Cosworth    | 1:18,104 | -        | -        | 22      |
| 23 | 23 | Narain Karthikeyan | HRT-Cosworth         | 1:19,576 | -        | -        | 23      |
| 24 | 22 | Pedro de la Rosa   | HRT-Cosworth         | 1:19,699 | -        | -        | 24      |
| Poz. | Nr | Kierowca           | Konstruktor          | Q1       | Q2       | Q3       | Poz. s. |
| \| Legenda \| Legenda \| \| ------------------------ \| ---------------------------------------------------------------------------------------------------------------------------------------------------------------------------------------------------------------------------------------------------------------- \| \| Poz. Nr Q1 Q2 Q3 Poz. s. \| Pozycja zajęta w sesji kwalifikacyjnej Numer startowy kierowcy Wynik uzyskany w pierwszej części kwalifikacji Wynik uzyskany w drugiej części kwalifikacji Wynik uzyskany w trzeciej części kwalifikacji Pozycja startowa po uwzględnięniu kar, przesunięć, itp. \| | |                    |                      |          |          |          |         |
| Legenda | |                    |                      |          |          |          |         |
| Poz. Nr Q1 Q2 Q3 Poz. s. | Pozycja zajęta w sesji kwalifikacyjnej Numer startowy kierowcy Wynik uzyskany w pierwszej części kwalifikacji Wynik uzyskany w drugiej części kwalifikacji Wynik uzyskany w trzeciej części kwalifikacji Pozycja startowa po uwzględnięniu kar, przesunięć, itp. |                    |                      |          |          |          |         |

### Wyścig

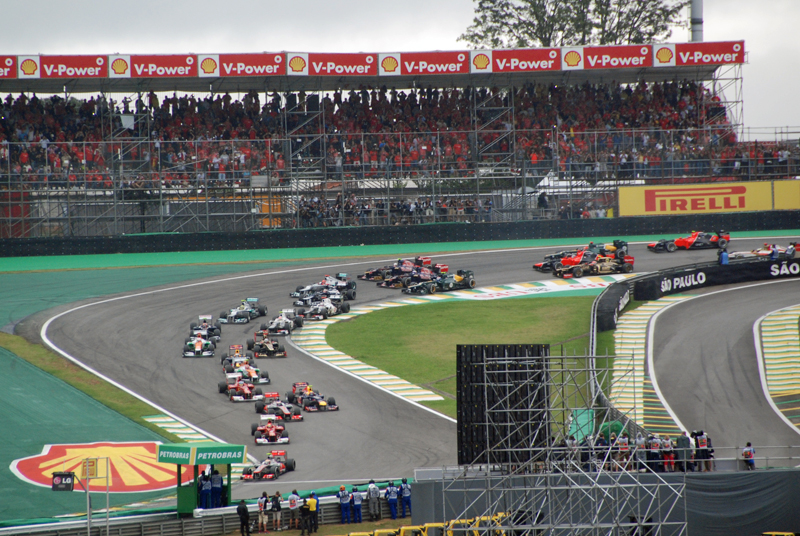
Kierowcy po starcie wyścigu

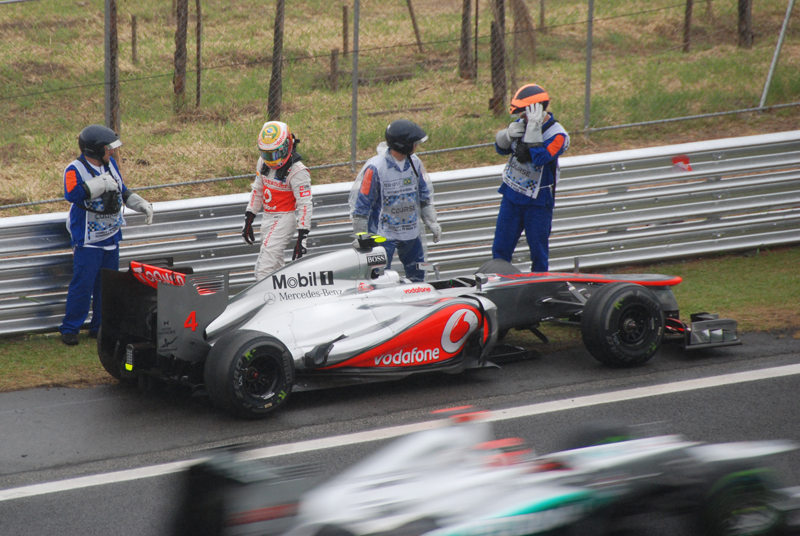
Lewis Hamilton po wycofaniu się z wyścigu

Źródło: Wyprzedź Mnie!
| P                 | + / – | Nr | Kierowca           | Konstruktor          | Okr. | Czas / Strata           | Komentarz |
| ----------------- | ----- | -- | ------------------ | -------------------- | ---- | ----------------------- | --------- |
| 1                 | 1     | 3  | Jenson Button      | McLaren-Mercedes     | 71   | 1h45m22,656             |           |
| 2                 | 5     | 5  | Fernando Alonso    | Ferrari              | 71   | +0:02,754               |           |
| 3                 | 2     | 6  | Felipe Massa       | Ferrari              | 71   | +0:03,615               |           |
| 4                 | 1     | 2  | Mark Webber        | Red Bull-Renault     | 71   | +0:04,936               |           |
| 5                 | 1     | 12 | Nico Hülkenberg    | Force India-Mercedes | 71   | +0:05,708               | [ a ]     |
| 6                 | 2     | 1  | Sebastian Vettel   | Red Bull-Renault     | 71   | +0:09,453               |           |
| 7                 | 6     | 7  | Michael Schumacher | Mercedes             | 71   | +0:11,907               |           |
| 8                 | 9     | 17 | Jean-Éric Vergne   | Toro Rosso-Ferrari   | 71   | +0:28,653               |           |
| 9                 | 5     | 14 | Kamui Kobayashi    | Sauber-Ferrari       | 71   | +0:31,250               |           |
| 10                | 2     | 9  | Kimi Räikkönen     | Lotus-Renault        | 70   | +1 okr.                 |           |
| 11                | 8     | 21 | Witalij Pietrow    | Caterham-Renault     | 70   | +1 okr. (06,286)        |           |
| 12                | 10    | 25 | Charles Pic        | Marussia-Cosworth    | 70   | +1 okr. (01,698)        |           |
| 13                | 1     | 16 | Daniel Ricciardo   | Toro Rosso-Ferrari   | 70   | +1 okr. (01,381)        |           |
| 14                | 6     | 20 | Heikki Kovalainen  | Caterham-Renault     | 70   | +1 okr. (24,558)        |           |
| 15                | 6     | 8  | Nico Rosberg       | Mercedes             | 70   | +1 okr. (06,807)        |           |
| 16                | 5     | 24 | Timo Glock         | Marussia-Cosworth    | 70   | +1 okr. (01,832)        |           |
| 17                | 7     | 22 | Pedro de la Rosa   | HRT-Cosworth         | 69   | +2 okr.                 |           |
| 18                | 5     | 23 | Narain Karthikeyan | HRT-Cosworth         | 69   | +2 okr. (32,325)        |           |
| 19                | 9     | 11 | Paul di Resta      | Force India-Mercedes | 68   | wypadek                 |           |
| Niesklasyfikowani |       |    |                    |                      |      |                         |           |
|                   |       | 4  | Lewis Hamilton     | McLaren-Mercedes     | 54   | kolizja z Hülkenbergiem |           |
|                   |       | 10 | Romain Grosjean    | Lotus-Renault        | 5    | wypadek                 |           |
|                   |       | 18 | Pastor Maldonado   | Williams-Renault     | 1    | uszkodzenia z kolizji   |           |
|                   |       | 19 | Bruno Senna        | Williams-Renault     | 0    | kolizja na starcie      |           |
|                   |       | 15 | Sergio Pérez       | Sauber-Ferrari       | 0    | kolizja na starcie      |           |
| P                 | + / – | Nr | Kierowca           | Konstruktor          | Okr. | Czas / Strata           | Komentarz |

### Najszybsze okrążenie
Źródło: Wyprzedź Mnie!
| Nr | Kierowca       | Konstruktor      | Czas     | Okr. |
| -- | -------------- | ---------------- | -------- | ---- |
| 4  | Lewis Hamilton | McLaren-Mercedes | 1:18,069 | 38   |